# Sant'Apollonia
Cenacolo di Sant'Apollonia je muzej v Firencah.
Od decembra 2014 ga upravlja Ministrstvo za kulturno dediščino in dejavnosti prek Toskanskega muzejskega centra, ki je decembra 2019 postal Regionalni muzejski direktorat.

## Zgodovina
Samostan je bil ustanovljen leta 1339 in po letu 1440 je opatinja Cecilia Donati spodbudila vrsto del za posodobitev in razširitev strukture. Križni hodnik in cenacolo (refektorij) sta bila nato povečana, velika pravokotna soba s kasetiranim stropom in nizom oken na desni steni, ki jo je leta 1447 na celotno steno poslikal s freskami Andrea del Castagno.
Zaradi osamljenosti nun so starodavni viri popolnoma prezrli refektorij, pravzaprav ga ne omenjajo ne Giorgio Vasari, ne Bocchi-Cinelli, ne Giuseppe Richa v svojih delih o Firencah. Do odkritja je prišlo šele po zatiranju in rekviziciji samostana leta 1864 za vojaške namene. Pravzaprav je bil del samostana porušen zaradi odprtja Via XXVII Aprile in številne sobe so bile spremenjene v pisarne ali domove. Šele po drugi svetovni vojni je struktura prešla na Univerzo v Firencah.

## Opis
Posebnost prostornega refektorija je velika freska Andrea del Castagna, ki prikazuje Zadnjo večerjo, temo, ki se pogosto uporablja za sobe, v katerih so menihi ali nune jedli obroke, naslikana med letoma 1445 in 1450. Najnovejše analize razpoložljive dokumentacije (Corti in Hartt) morebitni poseg Andrea del Castagna postavljajo med junij in jesen 1447.
Freska, ki zavzema celotno zahodno steno refektorija, je sestavljena iz osrednjega dela, kjer je zadnja večerja po vsej dolžini stene in zgornjega dela, kjer sta, prepredena z dvema okencema, (z leve) prizori vstajenja, križanja in polaganja. Ob odkritju refektorija (1861) so bile te freske prekrite z belim ometom, zato so slabše ohranjene. Leta 1953 je bilo sklenjeno, da se ta zgornji del odstrani, ker je propadal zaradi vlage, in ob tej priložnosti so bili najdeni pomembni sinopiji, ki so jih, tudi leta 1961 ločene, postavili na nasprotno steno.

### Zadnja večerja
Zadnja večerja je naslikana, kot da bi se dogajala v majhni stavbi, cesarskem trikliniju v slogu, ki ga spominjajo spisi Leona Battiste Albertija, pri čemer je sprednja stena odsotna, tako da gledalec lahko vidi notranjost.
Jezusova večerja z apostoli poteka v starinski sobi, okrašeni z razkošno in prefinjeno eleganco: okoli dolge mize z belim prtom, ki poudarja vodoravni razvoj prizora, sedijo na stolih, pokritih s prtom z cvetlični motivi, apostoli in Jezus, razen Juda, ki je na nasprotni strani, na stolčku. Postavitev Juda ločeno od preostalih apostolov je značilna za ikonografijo (čeprav ga običajno najdemo na desni in ne na levi strani Jezusa), njegova bradata figura v profilu pa spominja na satira iz rimske mitologije, iz katerega so si kristjani izposodili številne fizične značilnosti hudiča.
Speči sveti Janez Evangelist ob Kristusu je prav tako tradicionalni element, prisoten na primer skupaj z Judom od zadaj, tudi v refektoriju Santa Croce Taddea Gaddija, da ostane v firenškem kontekstu. Namesto tega ima perspektivna škatla precedens iz 14. stoletja v refektoriju Santo Spirito Andrea Orcagna (okoli 1360-65).

### Druga dela
V muzeju Cenaolo Sant'Apollonia so ohranjena tudi druga dela iz 15. stoletja iz nekdanjega samostana in bolnišnice Santa Maria Nuova, delo Paola Schiava di Neri di Bicci (dve plošči) in nekaj sledi fresk in sinopij Domenica Veneziana, s pomočjo Alessa Baldovinettija, Piera della Francesca in samega Andrea del Castagna, z Zgodbami Device, že v cerkvi Sant'Egidio.
Druga dela Andrea del Castagna so Kristus v usmiljenju, ki ga podpirata dva angela s sinopijo (okoli 1447-1448), ki prihaja iz križnega hodnika samostana, sinopija spodnjega dela Trojice in svetniki Santissima Annunziata in Križanje Santa Maria degli Angeli iz florentinskega kamaldolskega samostana. V refektoriju je tudi nekaj ostankov fresk Sant'Egidia, ključnega dela zgodnje florentinske renesanse Domenica Veneziana, Andrea del Castagna, Alessa Baldovinettija in Piera della Francesca, izgubljenih med prenovami cerkve v 16. stoletju. Na južni steni visi razpelo, ki ga pripisujejo Bacciu da Montelupu.
Med deli drugih avtorjev so Pietà in Križanje s sinopijo Paola Schiava (iz samostana), Madona z otrokom s svetniki (iz samostanske cerkve) in Kronanje Device in svetnikov Nerija di Biccija, tabernakelj florentinske šole okoli leta 1470.